# Доктор Фейт
Доктор Фейт (англ. Doctor Fate; дословно — «Доктор Судьба») — имя нескольких персонажей DC Comics, являвшихся преемниками чародеев. Самый первый персонаж под этим именем был создан сценаристом Гарднером Фоксом и художником Говардом Шерманом. Впервые он появился в комиксе More Fun Comics № 55 (май 1940 года).

## История публикаций
More Fun Comics № 55 представил первого Доктора Фейта в его собственном шестисерийном комиксе. После года существования без истории его происхождение было рассказано в More Fun Comics № 67 (май 1941 года).
Его любовным интересом были в разное время Инза Креймер, Инза Сандерс и Инза Кармер, которую исправили на Инзу Креймер в Серебряном веке.
Когда Общество Справедливости Америки было создано в All Star Comics № 3 (зима 1940 года), Доктор Фейт был одним из персонажей National Comics, которых компания использовала для совместного предприятия с All-American Publications. В последний раз он появился в выпуске № 21 (лето 1944 года) и одновременно с этим окончилась его собственная серия в More Fun Comics в № 98 (июль-август 1944 года).
Кроме ежегодных кроссоверов Лиги Справедливости и Общества Справедливости, происходивших в серии Justice League of America, Доктор Фейт появлялся в различных сериях других героев. Он появился в двухсерийной истории с Человеком-часом в Showcase № 55-56, два раза появился с Суперменом в World’s Finest Comics (№ 208, декабрь 1971 года) и в DC Comics Presents (№ 23, июль 1980 года). Также Доктор Фейт действовал в команде с Бэтменом в The Brave and the Bold (№ 156, ноябрь 1971 года) и появился соло в 1st Issue Special № 9 (декабрь 1975 года), написанном Мартином Паско и нарисованном Уолтом Симонсоном.
Персонаж вновь появился в серии историй, рассказанных в The Flash с № 306 по № 310 (февраль-сентябрь 1982 года). Сценаристом историй стал Кэри Бейтс, а художником — Кит Гиффен, а Паско стал руководить с № 306 (ему помогал Стив Гербер с 310 по 313 выпуск). В 1985 году DC собрала воедино резервные истории, заново рассказывающее происхождение Доктора Фейт, изначально опубликованных в серии Secret Origins of Super-Heroes (январь 1978 года). Создателями стали Пол Левитц, Джо Стейтон и Майкл Нассир. Также была выпущена снова история из 1st Issue Special № 9 и More Fun Comics № 56 — все три были объединены в трёхсерийный комикс The Immortal Doctor Fate.

## Силы и способности
- Волшебник: По всей видимости, род Нельсонов обладает незначительными врождёнными магическими способностями.
- Чтение мыслей: Кент способен читать мысли людей, посмотрев им в глаза.
- Сверхчеловеческая устойчивость: Нельсон обладает повышенной природной устойчивостью к ранениям.
- Телекинез: Кент может управлять предметами на расстоянии.
- Левитация: Благодаря телекинезу Нельсон способен летать на небольшие расстояния.
- Сверхчеловеческая сила: Также с помощью телекинеза Кент может увеличивать свою силу.

Однако главные силы Нельсона всё же кроются в его артефактах.
Кент — отличный психиатр, получивший докторскую степень и имеющий многолетнюю практику в работе с пациентами.

## Артефакты
Шлем Набу: Первоначально Шлем Набу создавался в качестве вместилища духа Набу. Когда человек надевал этот артефакт, Набу вселялся в его тело и начинал контролировать его поведение. Однако со временем дух разучился управлять владельцем шлема и теперь может только давать советы. Можно смело утверждать, что Шлем Набу является одним из самых могущественных артефактов во вселенной. Он даёт своему хозяину многочисленные магические способности.
- Могущественный волшебник: Надевая шлем Набу, человек становится сильным волшебником, ни в чём не уступающим большинству других магов вселенной DC. Пределы магических навыков, даваемых этим артефактом, неизвестны.
- Сверхчеловеческая сила: Шлем Набу способен увеличивать физическую силу своего хозяина до неизвестных пределов.
- Сверхчеловеческая устойчивость: Артефакт повышает устойчивость владельца до неизвестных пределов.
- Сверхчеловеческая скорость: Шлем Набу также увеличивает скорость своего хозяина.
- Магические молнии: Артефакт позволяет владельцу синтезировать магическую энергию, которая выходит из его рук в виде магических молний.
- Неуязвимость: Артефакт делает владельца абсолютно неуязвимым.
- Телепортация: Хозяин шлема может открывать порталы, ведущие в любую точку вселенной.
- Управление материей: Владелец артефакта способен создавать из одних предметов другие, полностью изменяя их свойства и структуру на субатомном уровне.
- Телекинез: Шлем позволяет хозяину управлять предметами силой мысли.
- Обнаружение: Владелец артефакта способен почувствовать присутствие любого органического объекта поблизости.
- Перенос разума: Хозяин шлема может переносить свой разум и силы в тело другого человека.
- Силовые поля: Владелец артефакта способен создавать силовые поля, защищающие его от физических и телепатических атак.
- Полёт: Хозяин шлема может летать. Его максимальная скорость неизвестна.
- Астральные копии: Владелец артефакта способен создавать астральные копии самого себя.
- Невидимость: Хозяин шлема может становиться невидимым.
- Управление разумом: Владелец артефакта способен проникать в разум другого человека, изменяя его память и внушая ему определённую мысль.
- Неосязаемость: Хозяин шлема может становиться полностью неосязаемым.
- Путешествие во времени: Владелец артефакта способен путешествовать во времени.
- Увеличенный интеллект: Шлем существенно увеличивает интеллект хозяина, расширяя его кругозор до неизвестных пределов.
- Видение прошлого и будущего: Владелец артефакта может видеть прошлое и будущее любого предмета или человека.
- Вызов существ: Шлем способен вызывать существ из других измерений.
- Бессмертие: Владелец артефакта не стареет и никогда не умрёт от старости.
- Защитная система: Шлем оснащён особой системой защитой. Кто пытается надеть артефакт вопреки воле Набу, сходит с ума.

Амулет Анубиса: В 2030 году до н. э. египетский бог Анубис (Anubis) решил наградить своего самого ярого последователя — священника Калиса (Khalis). Анубис преподнёс ему особый амулет, содержавший часть его божественных сил. С помощью этого артефакта Калис заставил рабов построить самый грандиозный храм в честь великого Анубиса. Узнав об этом, Набу, глава ордена, служивший фараонам в своей человеческой форме, освободил бедолаг и позволил им убить безумного священника. После этого Набу забрал амулет себе. Впоследствии этот артефакт стал неотъемлемой частью снаряжения Доктора Фейта. Амулет Анубиса представляет собой круглое устройство, закрепляемое на воротнике костюма Доктора Фейта. Этот артефакт даёт хозяину ещё больше магических сил.
- Обитель Душ: Амулет предоставляет убежище душам всех Докторов Фейтов и их союзникам. Когда Нельсон был членом Общества Справедливости Америки, с помощью этого артефакта он создал измерение, где находился сельский дом с душами Кента и Инзой Нельсоном, Эриком и Линдой Штраус и других предыдущих Фейтов. Это измерение также использовалось в качестве убежища для Общества Справедливости Америки. Герои использовали его, чтобы перегруппироваться во время сражения или получить совет предыдущих Докторов Фейтов.
- Восприятие действительности: Амулет позволяет Кенту видеть тончайшие сети материи и энергии. Благодаря этому Нельсон способен обнаружить любой предмет в любой вселенной, определить умственное и психологическое состояние человека, выявить состав предмета, определить слабое место противника, видеть сквозь любой материал, определить где настоящий человек, а где его копия.
- Удвоение способностей: Любые магические силы владельца амулета удваиваются во время ношения этого артефакта.

Плащ Доктора Фейта: Плащ Доктора Фейта позволяет своему владельцу летать, а также повышает его защиту, делая почти неуязвимым.
Пояс Набу: Костюм Доктора Фейта также включает пояс Набу, который позволяет владельцу общаться с духом Набу и повышает его магические способности.

## Вне комиксов
- Является первым боссом в игре DC Universe Online на стороне злодеев. В DLC «Hand of Fate» является играбельным персонажем в режиме PvP.
- Является играбельным персонажем в игре «Injustice 2»
- Доктор Фейт появляется в мультсериале «Юная Лига Справедливости».
- Доктор Фейт также появляется в 9-м сезоне телесериала «Тайны Смолвиля».
- Шлем Набу появляется в пилотной серии телевизионного сериала «Константин».
- Доктор Фейт появляется в мультсериале «Лига Справедливости» и «Лига Справедливости: Без границ».
- Доктор Фейт появляется в мультфильме «Отряд самоубийц: Строгое наказание».
- Шлем Набу появляется в телевизионных сериалах «Титаны» и "Легенды завтрашнего дня".
- Доктор Фейт появляется в мультсериале Бэтмен: Отважный и смелый
- Появился в фильме "Чёрный Адам" 2022 года, роль исполнит Пирс Броснан.
- Появляется в мультсериале «Супермен 1996».
- Доктор Фейт многократно упоминается в сериале «Старгёрл»
- Доктор Фейт является играбельным персонажем в Lego Batman 3: Beyond Gotham, а его шлем отдельно эпизодически появляется в сюжетной линии.